# Campeonato Soviético de Xadrez de 1988
O Campeonato Soviético de Xadrez de 1988 foi a 55ª edição do Campeonato de xadrez da URSS, realizado em Moscou, 25 de julho a 19 de agosto de 1988. O título foi dividido entre o campeão mundial Garry Kasparov e o ex-campeão mundial Anatoly Karpov. Semifinais classificatorias para a Primewira Liga ocorreram em Norilsk e Pavlodar; dois torneios da Primeira Liga, classificatórios para a final, foram realizados em Lvov e Sverdlovsk.

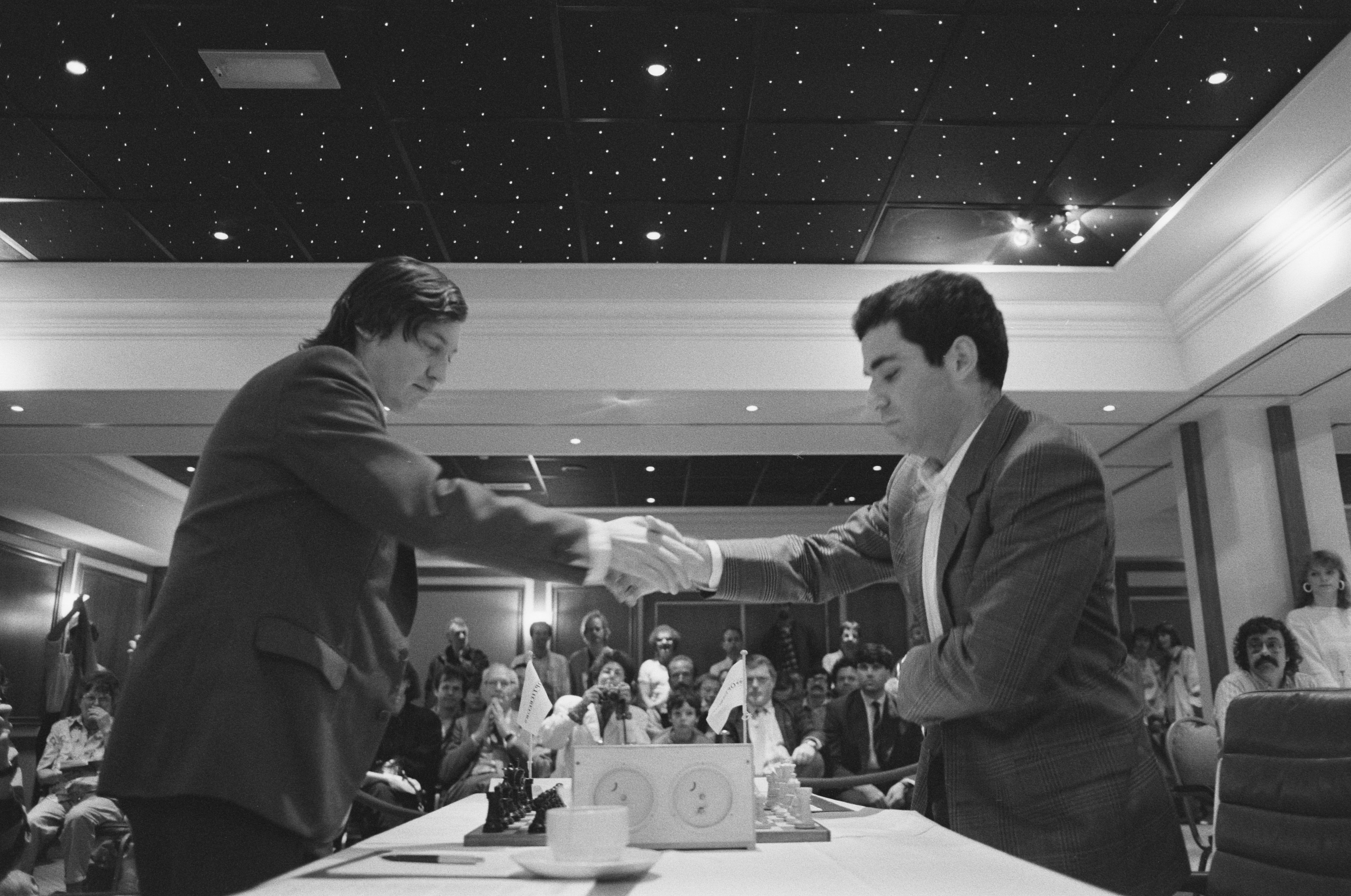
Karpov e Kasparov em 1988

## Classificatórios

### Semifinais
Dois torneios em sistema suíco foram realizadas em agosto de 1987 nas cidades de Norilsk e Pavlodar, classificando 8 jogadores para a Primeira Liga.

### Primeira Liga
Dois torneios da Primeira Liga, qualificatórios para a final, foram realizados.
| N° | Jogador               | Rating | 1 | 2 | 3 | 4 | 5 | 6 | 7 | 8 | 9 | 10 | 11 | 12 | 13 | 14 | 15 | 16 | 17 | 18 | Total |
| -- | --------------------- | ------ | - | - | - | - | - | - | - | - | - | -- | -- | -- | -- | -- | -- | -- | -- | -- | ----- |
| 1  | Vassily Ivanchuk      | 2480   | - | ½ | ½ | ½ | ½ | 1 | ½ | ½ | ½ | ½  | 1  | 1  | 1  | ½  | ½  | ½  | 1  | 1  | 11½   |
| 2  | Leonid Yudasin        | 2480   | ½ | - | ½ | ½ | 1 | ½ | 1 | 1 | 0 | ½  | 1  | 1  | 1  | ½  | 0  | ½  | 1  | ½  | 11    |
| 3  | Viktor Gavrikov       | 2555   | ½ | ½ | - | ½ | ½ | 1 | ½ | ½ | ½ | 1  | 1  | 1  | ½  | 0  | ½  | ½  | ½  | ½  | 10    |
| 4  | Mikhail Gurevich      | 2515   | ½ | ½ | ½ | - | ½ | ½ | ½ | 1 | 1 | ½  | ½  | ½  | 1  | ½  | ½  | ½  | ½  | ½  | 10    |
| 5  | Alexander Chernin     | 2580   | ½ | 0 | ½ | ½ | - | 0 | 1 | ½ | ½ | 1  | ½  | ½  | 1  | ½  | 1  | ½  | 1  | ½  | 10    |
| 6  | Igor Novikov          | 2455   | 0 | ½ | 0 | ½ | 1 | - | ½ | ½ | ½ | ½  | 1  | 0  | ½  | 1  | 1  | ½  | ½  | ½  | 9     |
| 7  | Lasha Janjgava        | 2410   | ½ | 0 | ½ | ½ | 0 | ½ | - | ½ | ½ | ½  | 1  | ½  | 0  | 1  | ½  | 1  | ½  | ½  | 8½    |
| 8  | Evgeny Bareev         | 2555   | ½ | 0 | ½ | 0 | ½ | ½ | ½ | - | ½ | 0  | ½  | 1  | 0  | ½  | 1  | ½  | 1  | 1  | 8½    |
| 9  | Vidmantas Malisauskas | 2325   | ½ | 1 | ½ | 0 | ½ | ½ | ½ | ½ | - | ½  | ½  | ½  | 0  | ½  | ½  | ½  | 0  | 1  | 8     |
| 10 | Alexey Vyzmanavin     | 2480   | ½ | ½ | 0 | ½ | 0 | ½ | ½ | 1 | ½ | -  | 0  | ½  | 1  | 0  | ½  | 1  | 0  | 1  | 8     |
| 11 | Alexey Dreev          | 2475   | 0 | 0 | 0 | ½ | ½ | 0 | 0 | ½ | ½ | 1  | -  | 1  | 1  | 1  | 1  | ½  | 0  | ½  | 8     |
| 12 | Oleg Romanishin       | 2555   | 0 | 0 | 0 | ½ | ½ | 1 | ½ | 0 | ½ | ½  | 0  | -  | 1  | ½  | ½  | 1  | 1  | ½  | 8     |
| 13 | Gregory Kaidanov      | 2475   | 0 | 0 | ½ | 0 | 0 | ½ | 1 | 1 | 1 | 0  | 0  | 0  | -  | 1  | ½  | 1  | 1  | ½  | 8     |
| 14 | Eduardas Rozentalis   | 2505   | ½ | ½ | 1 | ½ | ½ | 0 | 0 | ½ | ½ | 1  | 0  | ½  | 0  | -  | 1  | 0  | 1  | 0  | 7½    |
| 15 | Adrian Mikhalchishin  | 2500   | ½ | 1 | ½ | ½ | 0 | 0 | ½ | 0 | ½ | ½  | 0  | ½  | ½  | 0  | -  | ½  | 1  | 1  | 7½    |
| 16 | Alexander Panchenko   | 2475   | ½ | ½ | ½ | ½ | ½ | ½ | 0 | ½ | ½ | 0  | ½  | 0  | 0  | 1  | ½  | -  | 0  | 1  | 7     |
| 17 | Gennadi Zaichik       | 2490   | 0 | 0 | ½ | ½ | 0 | ½ | ½ | 0 | 1 | 1  | 1  | 0  | 0  | 0  | 0  | 1  | -  | ½  | 6½    |
| 18 | Smbat Lputian         | 2540   | 0 | ½ | ½ | ½ | ½ | ½ | ½ | 0 | 0 | 0  | ½  | ½  | ½  | 1  | 0  | 0  | ½  | -  | 6     |

| N° | Jogador             | Rating | 1 | 2 | 3 | 4 | 5 | 6 | 7 | 8 | 9 | 10 | 11 | 12 | 13 | 14 | 15 | 16 | 17 | 18 | Total |
| -- | ------------------- | ------ | - | - | - | - | - | - | - | - | - | -- | -- | -- | -- | -- | -- | -- | -- | -- | ----- |
| 1  | Ilia Smirin         | 2480   | - | ½ | ½ | ½ | 1 | 0 | 1 | ½ | 1 | ½  | ½  | ½  | 1  | 1  | ½  | 1  | 0  | 1  | 11    |
| 2  | Alexander Khalifman | 2515   | ½ | - | ½ | ½ | ½ | 1 | ½ | ½ | ½ | 1  | ½  | ½  | ½  | 1  | 1  | ½  | ½  | ½  | 10½   |
| 3  | Vladimir Malaniuk   | 2545   | ½ | ½ | - | ½ | 1 | ½ | ½ | 0 | ½ | ½  | ½  | 1  | 1  | ½  | ½  | ½  | 1  | ½  | 10    |
| 4  | Andrei Kharitonov   | 2450   | ½ | ½ | ½ | - | ½ | ½ | ½ | ½ | ½ | ½  | ½  | 1  | ½  | ½  | 1  | ½  | 1  | 1  | 10    |
| 5  | Boris Gelfand       | 2510   | 0 | ½ | 0 | ½ | - | ½ | ½ | ½ | ½ | ½  | ½  | ½  | ½  | 1  | 1  | 1  | 1  | 1  | 10    |
| 6  | Vitaly Tseshkovsky  | 2485   | 1 | 0 | ½ | ½ | ½ | - | ½ | ½ | ½ | ½  | ½  | 1  | ½  | ½  | 1  | ½  | 1  | ½  | 10    |
| 7  | Yury Dokhoian       | 2525   | 0 | ½ | ½ | ½ | ½ | ½ | - | ½ | ½ | ½  | 0  | 1  | ½  | ½  | ½  | 1  | 1  | 1  | 9½    |
| 8  | Vladimir Tukmakov   | 2580   | ½ | ½ | 1 | ½ | ½ | ½ | ½ | - | ½ | ½  | 1  | ½  | ½  | 0  | ½  | ½  | 1  | 0  | 9     |
| 9  | Lev Psakhis         | 2575   | 0 | ½ | ½ | ½ | ½ | ½ | ½ | ½ | - | ½  | ½  | ½  | ½  | ½  | ½  | ½  | 1  | 1  | 9     |
| 10 | Evgeny Pigusov      | 2520   | ½ | 0 | ½ | ½ | ½ | ½ | ½ | ½ | ½ | -  | ½  | ½  | ½  | ½  | ½  | ½  | 1  | 1  | 9     |
| 11 | Nukhim Rashkovsky   | 2495   | ½ | ½ | ½ | ½ | ½ | ½ | 1 | 0 | ½ | ½  | -  | ½  | ½  | ½  | ½  | ½  | 0  | 1  | 8½    |
| 12 | Lembit Oll          | 2465   | ½ | ½ | 0 | 0 | ½ | 0 | 0 | ½ | ½ | ½  | ½  | -  | 1  | 1  | ½  | 1  | 1  | ½  | 7½    |
| 13 | Alex Yermolinsky    | 2445   | 0 | ½ | 0 | ½ | ½ | ½ | ½ | ½ | ½ | ½  | ½  | 0  | -  | ½  | ½  | ½  | ½  | 1  | 7     |
| 14 | Yuri Balashov       | 2550   | 0 | 0 | ½ | ½ | 0 | ½ | ½ | 1 | ½ | ½  | ½  | 0  | ½  | -  | ½  | 0  | ½  | ½  | 6½    |
| 15 | Gennadij Timoscenko | 2490   | ½ | 0 | ½ | 0 | 0 | 0 | ½ | ½ | ½ | ½  | ½  | ½  | ½  | ½  | -  | ½  | ½  | ½  | 6½    |
| 16 | Alexander Huzman    | 2500   | 0 | ½ | ½ | ½ | 0 | ½ | 0 | ½ | ½ | ½  | ½  | 0  | ½  | 1  | ½  | -  | 0  | ½  | 6½    |
| 17 | Viktor Kupreichik   | 2500   | 1 | ½ | 0 | 0 | 0 | 0 | 0 | 0 | 0 | 0  | 1  | 0  | ½  | ½  | ½  | 1  | -  | ½  | 5½    |
| 18 | Valery Loginov      | 2355   | 0 | ½ | ½ | 0 | 0 | ½ | 0 | 1 | 0 | 0  | 0  | ½  | 0  | ½  | ½  | ½  | ½  | -  | 5     |

## Final
Mikhail Tal jogou apenas uma rodada (empate com Rafael Vaganian) e abandonou o torneio devido a uma doença. Ele foi substituído por Vereslav Eingorn. Estava previsto uma match-desempate entre os dois primeiros, mas que acabou não se realizando, com a Federação Soviética declarando Kasparov e Karpov vencedores da medalha de ouro.
| N° | Jogador             | Rating | 1 | 2 | 3 | 4 | 5 | 6 | 7 | 8 | 9 | 10 | 11 | 12 | 13 | 14 | 15 | 16 | 17 | 18 | Total |
| -- | ------------------- | ------ | - | - | - | - | - | - | - | - | - | -- | -- | -- | -- | -- | -- | -- | -- | -- | ----- |
| 1  | Garry Kasparov      | 2760   | - | ½ | ½ | 1 | ½ | 1 | 1 | ½ | ½ | ½  | ½  | ½  | ½  | ½  | 1  | 1  | ½  | 1  | 11½   |
| 2  | Anatoly Karpov      | 2725   | ½ | - | 1 | ½ | ½ | ½ | ½ | ½ | ½ | ½  | 1  | ½  | ½  | ½  | 1  | 1  | 1  | 1  | 11½   |
| 3  | Artur Yusupov       | 2450   | ½ | 0 | - | 1 | ½ | 0 | ½ | ½ | ½ | 1  | ½  | 1  | ½  | ½  | ½  | 1  | ½  | 1  | 10    |
| 4  | Valery Salov        | 2595   | 0 | ½ | 0 | - | ½ | ½ | 0 | 1 | ½ | 1  | ½  | ½  | 1  | 1  | ½  | 1  | 1  | ½  | 10    |
| 5  | Vereslav Eingorn    | 2560   | ½ | ½ | ½ | ½ | - | ½ | ½ | 1 | ½ | 0  | ½  | ½  | 1  | ½  | ½  | ½  | 1  | ½  | 9½    |
| 6  | Vassily Ivanchuk    | 2625   | 0 | ½ | 1 | ½ | ½ | - | ½ | 1 | 0 | 0  | ½  | ½  | ½  | 1  | ½  | ½  | 1  | 1  | 9½    |
| 7  | Leonid Yudasin      | 2505   | 0 | ½ | ½ | 1 | ½ | ½ | - | ½ | ½ | 1  | ½  | ½  | ½  | ½  | ½  | ½  | ½  | ½  | 9     |
| 8  | Alexander Beliavsky | 2655   | ½ | ½ | ½ | 0 | 0 | 0 | ½ | - | ½ | ½  | 0  | ½  | 1  | 1  | 1  | ½  | ½  | 1  | 8½    |
| 9  | Jaan Ehlvest        | 2580   | ½ | ½ | ½ | ½ | ½ | 1 | ½ | ½ | - | 0  | ½  | ½  | 0  | 0  | 1  | ½  | ½  | ½  | 8     |
| 10 | Vassily Smyslov     | 2550   | ½ | ½ | 0 | 0 | 1 | 1 | 0 | ½ | 1 | -  | ½  | ½  | ½  | ½  | 0  | ½  | ½  | ½  | 8     |
| 11 | Viktor Gavrikov     | 2545   | ½ | 0 | ½ | ½ | ½ | ½ | ½ | 1 | ½ | ½  | -  | ½  | ½  | ½  | ½  | ½  | 0  | ½  | 8     |
| 12 | Andrei Sokolov      | 2600   | ½ | ½ | 0 | ½ | ½ | ½ | ½ | ½ | ½ | ½  | ½  | -  | ½  | ½  | ½  | 0  | 1  | ½  | 8     |
| 13 | Rafael Vaganian     | 2625   | ½ | ½ | ½ | 0 | 0 | ½ | ½ | 0 | 1 | ½  | ½  | ½  | -  | ½  | ½  | 1  | ½  | ½  | 8     |
| 14 | Alexander Khalifman | 2530   | ½ | ½ | ½ | 0 | ½ | 0 | ½ | 0 | 1 | ½  | ½  | ½  | ½  | -  | ½  | ½  | ½  | ½  | 7½    |
| 15 | Ilia Smirin         | 2500   | 0 | 0 | ½ | ½ | ½ | ½ | ½ | 0 | 0 | 1  | ½  | ½  | ½  | ½  | -  | 0  | 1  | ½  | 7     |
| 16 | Mikhail Gurevich    | 2630   | 0 | 0 | 0 | 0 | ½ | ½ | ½ | ½ | ½ | ½  | ½  | 1  | 0  | ½  | 1  | -  | ½  | ½  | 7     |
| 17 | Vladimir Malaniuk   | 2520   | ½ | 0 | ½ | 0 | 0 | 0 | ½ | ½ | ½ | ½  | 1  | 0  | ½  | ½  | 0  | ½  | -  | ½  | 6     |
| 18 | Andrei Kharitonov   | 2550   | 0 | 0 | 0 | ½ | ½ | 0 | ½ | 0 | ½ | ½  | ½  | ½  | ½  | ½  | ½  | ½  | ½  | -  | 6     |